# Lipovec (Semič, Slovenija)
Lipovec je naselje u slovenskoj Općini Semiču. Lipovec se nalazi u pokrajini Dolenjskoj i statističkoj regiji Donjoposavskoj regiji. 

## Stanovništvo
Prema popisu stanovništva iz 2002. godine naselje je imalo 31 stanovnika.